# 충남창조경제혁신센터
충남창조경제혁신센터는 정부·지방자치단체·민간 간 협력을 통한 창조경제 실현 및 확산에 기여하기 위하여 설립된 재단법인이다. 충청남도 천안시 서북구 직산읍 직산로 136에 소재하고 있고, 아산센터는 충청남도 아산시 배방읍 희망로 100, 2층 천안아산 KTX역사에 있다.

## 관련 규정
- 창조경제 민관협의회 등의 설치 및 운영에 관한 규정[4]

## 연혁
- 2015년 4월 1일 충남창조경제혁신센터 설립 등기
- 2015년 5월 22일 충남창조경제혁신센터 개소(아산,천안센터)[5]
- 2015년 8월 31일 운영위원회 충남창조경제혁신센터 운영계획 보고
- 2016년 3월 3일 충남창조경제혁신센터 고용존 지언 본부 개소(천안센터)
- 2016년 3월 29일 충남창조경제혁신센터 현장단위TF 구성 및 발족
- 2016년 5월 18일 죽도 에너지자립섬 준공기념식
- 2016년 7월 22일 서산 솔라벤처단지 준공기념식

## 조직

### 충남창조경제혁신센터장
- 연계기관

## 같이 보기
- 민관합동창조경제추진단
- 서울창조경제혁신센터
- 인천창조경제혁신센터
- 경기창조경제혁신센터
- 강원창조경제혁신센터
- 세종창조경제혁신센터
- 충북창조경제혁신센터
- 대전창조경제혁신센터
- 전북창조경제혁신센터
- 광주창조경제혁신센터
- 빛가람창조경제혁신센터
- 전남창조경제혁신센터
- 대구창조경제혁신센터
- 경북창조경제혁신센터
- 부산창조경제혁신센터
- 울산창조경제혁신센터
- 경남창조경제혁신센터
- 제주창조경제혁신센터